# (35761) 1999 HC2
1999 HC2 (asteroide 35761) é um asteroide da cintura principal. Possui uma excentricidade de 0.27269410 e uma inclinação de 8.32626º.
Este asteroide foi descoberto no dia 21 de abril de 1999 por Klet em Kleť.